# Gtk2-Perl
Gtk2-Perl은 GTK 및 그놈 라이브러리들을 기반으로 한, 펄 프로그래밍 언어를 위한 래퍼들의 모임이다. Gtk-Perl은 GNU 약소 일반 공중 사용 허가서(LGPL) v2.1 하로 라이선스된 자유-오픈 소스 소프트웨어이다. 개발자들과 관심 단체들은 보통 irc.gnome.org의 IRC 채널 #gtk-perl을 통해 볼 수 있다.
Gtk2-Perl은 그놈 플랫폼 바인딩 릴리스의 일부이다.

## 예시
```
use
 
Gtk2
 
'-init'
;

$window
 
=
 
Gtk2::Window
->
new
(
'toplevel'
);

$window
->
set_title
(
"Hello World!"
);

$button
 
=
 
Gtk2::Button
->
new
(
"Press me"
);

$button
->
signal_connect
(
clicked
 
=>
 
sub
 
{
 
print
 
"Hello again - the button was pressed\n"
;
 
});

$window
->
add
(
$button
);

$window
->
show_all
;

Gtk2
->
main
;

0
;

```